# Sergej Grankin
Sergej Jur'evič Grankin (in russo Сергей Юрьевич Гранкин?; Kislovodsk, 21 gennaio 1985) è un pallavolista russo, palleggiatore del Fakel.

## Palmarès

### Club
- Campionato russo: 1

2007-08
- Campionato tedesco: 3

2018-19, 2020-21, 2021-22
- Coppa di Russia: 2

2006, 2008
- Coppa di Germania: 1

2019-20
- Supercoppa russa: 2

2008, 2009
- Supercoppa tedesca: 3

2019, 2020, 2021
- Coppa CEV: 3

2011-12, 2014-15, 2017-18

### Nazionale (competizioni minori)
- Campionato europeo under 19 2003
- Campionato mondiale under 21 2005
- Memorial Hubert Wagner 2013
- Memorial Hubert Wagner 2017
- Memorial Hubert Wagner 2018

### Premi individuali
- 2003 - Campionato europeo under 19: Miglior palleggiatore
- 2012 - Coppa di Russia: Miglior palleggiatore
- 2013 - Memorial Hubert Wagner: Miglior palleggiatore
- 2013 - Campionato europeo: Miglior palleggiatore
- 2017 - Campionato europeo: Miglior palleggiatore